# نفیسا کالیر
نفیسا کالیر (انگلیسی: Napheesa Collier؛ زادهٔ ۲۳ سپتامبر ۱۹۹۶) بازیکن بسکتبال اهل ایالات متحده آمریکا است.
وی در مسابقات کشوری و بین‌المللی در مجموع برندهٔ ۱ مدال طلا شده‌است.